# Chemin de fer de la vallée de la rivière Nene
Le chemin de fer de la vallée de la rivière Nene est un chemin de fer touristique situé à Peterborough, au Royaume-Uni.
Le chemin de fer a servi de décor au tournage de deux films de la série des James Bond, Octopussy (1983) et GoldenEye (1995), ainsi que pour le clip de la chanson Breakthru (1989) de Queen.